# Plaza del Cuatro de Mayo
La Plaza del Cuatro de Mayo (en chino 五四广场, en pinyin Wǔsì guǎngchǎng) es una plaza pública ubicada en el centro del área de negocios en Qingdao, República Popular China. Está localizada entre el edificio del gobierno municipal y la Bahía Fushan, y se compone de la Plaza Shizhengting, la plaza central y el parque costero. Se nombra en honor al Movimiento del Cuatro de Mayo y la plaza es conocida por la escultura del "Viento de Mayo" (五月风, Wǔ yuè fēng), cerca a la playa. La plaza es un popular destino turístico con el gobierno de la ciudad al norte, el mar al sur, y edificios residenciales y comerciales a cada lado.
De acuerdo al escultor chino Qian Shaowu, "la plaza es un buen ejemplo de integración entre las artes medioambientales, esculturas y la planificación de la ciudad".